# Famille de Schaetzen
 (mars 2022).
Si vous disposez d'ouvrages ou d'articles de référence ou si vous connaissez des sites web de qualité traitant du thème abordé ici, merci de compléter l'article en donnant les références utiles à sa vérifiabilité et en les liant à la section « Notes et références ».
 (mars 2022).
La mise en forme du texte ne suit pas les recommandations de Wikipédia : il faut le « wikifier ».
Les points d'amélioration suivants sont les cas les plus fréquents. Le détail des points à revoir est peut-être précisé sur la page de discussion.
- Les titres sont pré-formatés par le logiciel. Ils ne sont ni en capitales, ni en gras.
- Le texte ne doit pas être écrit en capitales (les noms de famille non plus), ni en gras, ni en italique, ni en « petit »…
- Le gras n'est utilisé que pour surligner le titre de l'article dans l'introduction, une seule fois.
- L'italique est rarement utilisé : mots en langue étrangère, titres d'œuvres, noms de bateaux, etc.
- Les citations ne sont pas en italique mais en corps de texte normal. Elles sont entourées par des guillemets français : « et ».
- Les listes à puces sont à éviter, des paragraphes rédigés étant largement préférés. Les tableaux sont à réserver à la présentation de données structurées (résultats, etc.).
- Les appels de note de bas de page (petits chiffres en exposant, introduits par l'outil «  Source ») sont à placer entre la fin de phrase et le point final[comme ça].
- Les liens internes (vers d'autres articles de Wikipédia) sont à choisir avec parcimonie. Créez des liens vers des articles approfondissant le sujet. Les termes génériques sans rapport avec le sujet sont à éviter, ainsi que les répétitions de liens vers un même terme.
- Les liens externes sont à placer uniquement dans une section « Liens externes », à la fin de l'article. Ces liens sont à choisir avec parcimonie suivant les règles définies. Si un lien sert de source à l'article, son insertion dans le texte est à faire par les notes de bas de page.
- La présentation des références doit suivre les conventions bibliographiques. Il est recommandé d'utiliser les modèles {{Ouvrage}}, {{Chapitre}}, {{Article}}, {{Lien web}} et/ou {{Bibliographie}}. Le mode d'édition visuel peut mettre en forme automatiquement les références.
- Insérer une infobox (cadre d'informations à droite) n'est pas obligatoire pour parachever la mise en page.

Pour une aide détaillée, merci de consulter Aide:Wikification.
Si vous pensez que ces points ont été résolus, vous pouvez retirer ce bandeau et améliorer la mise en forme d'un autre article.
La famille de Schaetzen est une famille de la noblesse belge. Cette famille dont la première source remonte au XVe siècle  est originaire de Tongres en province du Limbourg, ville à laquelle elle a donné neuf bourgmestres entre 1460 et 1995. La première mention du nom date de 1383 à Wellen où un certain Jean Schaetzen fit relief de biens lui venant d’un aïeul. Dès ce moment, les Schaetzen étaient liés à Tongres car un document de 1403 désigne ce Jean (sous le nom de “Joannes Scaetsen de Tongris”) propriétaire d'une maison.

## Armoiries

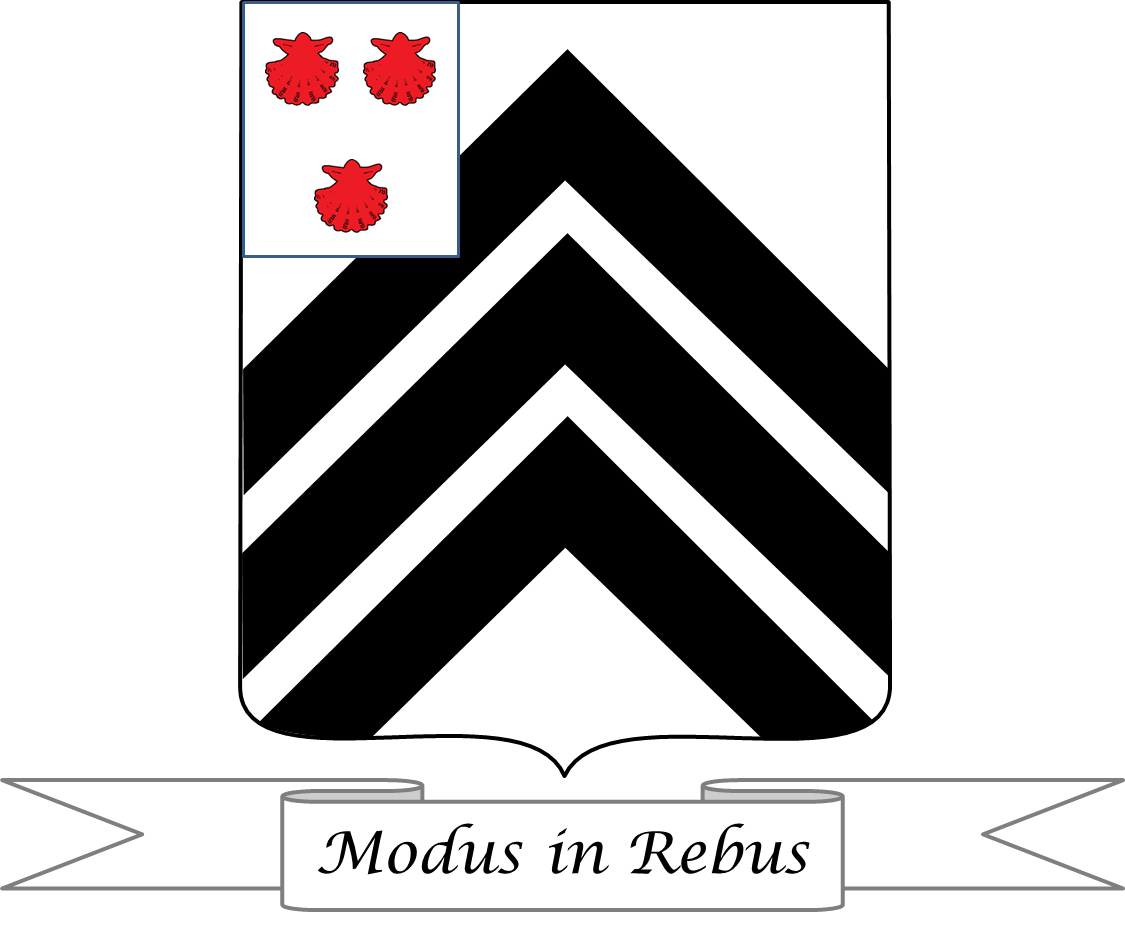

Armes de famille: d’argent à trois chevrons de sable ; au franc-canton cousu du champ et chargé de trois coquilles de gueules. L’écu timbré de la couronne de Chevalier, surmontée d’un heaume d’argent, couronné, grillé et liseré d’or, doublé de gueules, aux lambrequins d’argent et de sable. Cimier : une coquille de gueules entre un vol d’argent et de gueules. Devise : “Modus in Rebus”, de sable sur un listel d’argent.
Pour les titulaires de Baron, comme ci-dessus, mais couronne de Baron et tenants : deux piqueurs à l’antique de carnation, chaussés de houssettes de sable, coiffés d’un chapeau du même, habillés d’un haut de chausse et d’un casaquin de gueules et, par-dessus, d’une cotte sans manches aux armes de l’écu, ceints d’une ceinture de cuir au naturel, à laquelle est suspendu à senestre un couteau de chasse d’argent emmanché d’or : portant en bandoulière, à dextre un cor de chasse suspendu à une courroie de cuir au naturel et tenant un épieu d’argent emmanché d’or.
Pour le Baron Marcellin, dit Marcel de Schaetzen de Schaetzenhoff, comme ci-dessus, mais l’écu sommé de la couronne de Baron pour le titulaire du titre de Baron et ceux de ses descendants venus à la succession de ce titre et, pour tous les autres descendants, d’une couronne de Chevalier et devise : “Houdt in alles middelmaet want t’leven maer op Schaetzen gaet”, de sable sur un listel d’argent.

## Jean de Schaetzen (décès 1477)
La filiation remonte à Jean Schaetzen, cité dès 1383 à Wellen, une bourgade située non loin de Looz, où il fit relief de quelques biens lui venant d’un aïeul. Dès ce moment, les Schaetzen étaient liés à Tongres car un document de 1403 désigne ce Jean (sous le nom de “Joannes Scaetsen de Tongris”) propriétaire d'une maison dans le haut de la rue de Maestricht. C’est de la famille de sa mère, Alette de Henis, que son petit-fils Arnold hérita ce prénom, porté par de nombreux descendants. Il accéda en 1460 à la fonction de bourgmestre de Tongres. Le prince-éveque de Liège était a I’époque Louis de Bourbon, sous le règne duquel Charles le Téméraire détruisit Dinant et Liège. Après le sac de Dinant en 1466, le Téméraire réclama cinquante otages pour garantir le versement des indemnités imposées aux villes. Parmi ces otages figuraient six notables de Tongres dont Arnold Schaetzen. Celui-ci fut nommé par la suite échevin de la haute justice du comté de Looz; il fit son testament le 30 août 1482. Arnold Schaetzen, un de ses fils, fut à son tour plusieurs fois bourgmestre de Tongres et, en 1517, il fut désigné comme membre du tribunal des XXII chargé de trancher entre autres conflits ceux qui renaissaient périodiquement entre le prince et les villes. En revanche, François, fils de ce deuxième Arnold, n’eut pas la vocation des charges civiques. Un mémoire rédigé par un de ses descendants en 1642 nous apprend qu’il fut grand chasseur et maître de vénerie. Habitant la “Gulden Hooft” (Tête d’Or) dans la rue de Maestricht, il y entretenait journellement vingt chiens et parfois davantage. D’où le dicton “avoir autant d’argent que Schaetzen possède de chiens”. François connut cependant bien des misères au cours de son existence et mourut de la peste en 1577. Son fils Arnold dut se résigner quelques années plus tard à vendre la “Tête d’Or”.

## Arnold de Schaetzen (décès 1644)
C’est avec un autre Arnold, le fils du précédent, que commence en 1599 une nouvelle ère pour les Schaetzen, qui pendant six générations, jusqu’au terme de l’Ancien Régime, ont été lieutenants de fiefs de la famille de Renesse à la cour de s’Heeren Elderen. Au cours de cette période, quatre Schaetzen furent en outre notaires ; si l’on y ajoute les trois Schaetzen notaires au XXe siècle, ce sont sept Schaetzen qui furent notaires de 1643 au XXIe siècle.
Grâce à Arnold, les Schaetzen vont retrouver le chemin de la prospérité. Dès 1651, il racheta la Schaetzenhoeff aliénée par son bisaïeul. Son fils Arnold-Guillaume lui succéda. Il vécut le drame de l’incendie de Tongres par les Français en 1677.

## Udalric-Joseph (1677 - 1720)
C’est Udalric-Joseph, fils cadet d’Arnold Guillaume, qui avait succédé à son père en tant que lieutenant des fiefs de Renesse. Cadet de la famille, il fut échevin de Tongres dès 1707. Il eut neuf enfants dont cinq consacrèrent leur vie à Dieu : deux béguines, un prêtre, un récollet et un chanoine régulier et prieur du monastère de Flône. C’est leur frère Arnold qui perpétua le nom. Élu par deux fois bourgmestre, il devint en outre en 1743 secrétaire ou greffier du magistrat, charge conférée à vie et donc très recherchée. Les secrétaires assumaient l’administration effective de la ville. Arnold eut trois enfants dont Georges-Frédéric, secrétaire communal de Tongres qui épousa en 1788 Joséphine van der Maesen de Weyerhof, sœur d’un aide de camp du prince d’Orange.

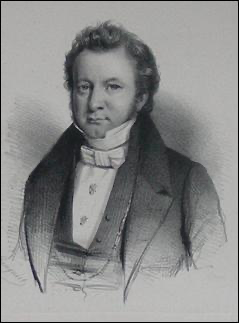
Louis-Ulric Schaetzen vers 1833

Leur fils Louis-Ulric fut le premier parlementaire de la famille. À l’époque, on pouvait cumuler des fonctions dans les pouvoirs législatif et judiciaire. Il fut donc entre 1833 et 1836 député de l’arrondissement de Maestricht et, en même temps, vice-président du tribunal de Tongres. Par la suite, il privilégia sa carrière de magistrat qu’il termina en tant que président de Chambre à la Cour d’appel de Liège en 1866 et 1867. En 1876, il obtint concession de noblesse et du titre de chevalier transmissible à tous ses descendants mâles.

## Oscar Joseph de Schaetzen (1836 - 1907)

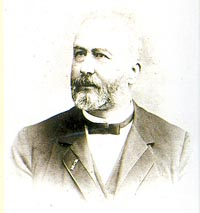

De son mariage avec Marie-Thérèse de Bellefroid, Louis-Ulric eut entre autres un fils Oscar. Conseiller communal de Tongres dès 1864, échevin douze ans après, celui-ci ne fut jamais bourgmestre mais, de 1881 à 1894, il siégea à Bruxelles comme député. On était alors en pleine guerre scolaire qui animait également le conseil communal de Tongres, où Oscar faisait l’objet d’attaques virulentes des Libéraux. Ceux-ci le traitaient ” d’esclave obéissant du clergé” et “d’ennemi implacable de l’enseignement public” désireux de transformer Tongres en “capucinière”! Mais Oscar ne s’intéressait pas uniquement à l’enseignement. Son arrondissement étant principalement agricole, il participa en 1887 à la mise en place du syndicat agricole tongrois et à des tentatives de création d’une sucrerie. Il fut en outre en 1873 un des fondateurs de la banque qui allait devenir huit ans après la banque Oscar Schaetzen.
Oscar trouva, malgré tout, le temps de collectionner des céramiques romaines, de se marier deux fois et d’élever douze enfants. Parmi eux, quatre fils firent souche et sont à l’origine des quatre branches de la famille.

## Branches de Schaetzen

### Les Schaetzen van Brienen - Branche de Ludovic-Arnould
De sa première épouse et cousine Hortense Schaetzen, morte prématurément, Oscar-Joseph n’eut qu’un fils Ludovic, qui épousa en 1884 Caroline van Brienen . Leurs enfants furent adoptés en 1943 par leur tante Ferdinande van Brienen, d’où le nom de Schaetzen van Brienen porté aujourd’hui par la branche aînée de la famille. Louis, fils aîné, fut le premier président de l’association familiale fondée en 1949. Son frère Georges épousa à Otrange en 1913 Juliette Breuls. Bourgmestre de Bommershoven, il fut à son tour député de Tongres, de 1933 à 1936. Leur fils, le Chevalier Norbert de Schaetzen van Brienen mourut pour la Belgique à Drenstinfurt (Allemagne) en 1945 à l’âge de 24 ans. Son frère  Stany, qui fut bourgmestre de Widooie, a repris le château de Terhove. Charles, frère cadet de Georges, épousa en 1919 Mathilde d’Udekem d’Acoz. Le ménage habita le château de Hardelingen, à Hern-Saint-Hubert, où avait vécu Oscar. Un de leurs fils, le Chevalier Hubert de Schaetzen van Brienen, ancien président de l’association familiale, est l’auteur d’une biographie de leur bisaïeul Oscar-Joseph.

### Les Schaetzen de Schaetzenhoff - Branche de Joseph-Alfred
Les onze autres enfants d’Oscar naquirent du second mariage de celui-ci avec Marie de Corswarem. Deux des fils de ce second lit, Paul (président du tribunal de première instance de Tongres) et Joseph, furent créés barons par Léopold III en 1939. Marcellin dit Marcel, fils de Joseph, chef de bureau du Service de la noblesse au ministère des Affaires étrangères, dirigea “l’Annuaire de la noblesse belge”. Il fut en outre chancelier de l’Ordre du Saint-Sépulcre pour la Belgique. En 1949, il obtint l’autorisation pour lui et ses descendants d’ajouter à leur nom celui de “de Schaetzenhoff”, nom de la vieille cour qui appartenait dès le quinzième siècle aux Schaetzen. Oscar et Erard de Schaetzen, frères cadets de Marcel furent créés à leur tour barons par le roi Baudouin en 1971. Oscar fut banquier à l’instar de son aïeul et homonyme. Il créa sa propre banque, à Liège, dès 1928 et présida également la s.a. Photo Produits Gevaert. Mais sa grande passion, ce furent les orfèvreries liégeoises, qu’il collectionna tout au long de sa vie. Il publia trois ouvrages sur le sujet, le premier chez Mercator, les deux autres chez les Bibliophiles liégeois. Quant à Erard, notaire décédé en octobre 1997, il fut bourgmestre de Tongres durant 18 ans et sénateur CVP de 1954 à 1968. Son fils Ghislain, qui lui a succédé en tant que notaire, fut à son tour bourgmestre de 1990 à 1995.

### Branche de François-Joseph dit Frantz
Autre fils du second mariage d’Oscar, François, dit Franz fut bourgmestre de Nerem et commissaire d’arrondissement de Tongres-Maeseyck et, de 1911 à 1929, il siégea à la Chambre où il représenta, bien entendu, l’arrondissement de Tongres. Il eut trois fils dont le cadet, Guy, qui habitait le château de Scherpenberg à Nerem, fut président de la Cour de Cassation. Il publia en 1975 une très vivante histoire de sa famille sous l’Ancien Régime.

### Branche d’Arnould
Quant au Chevalier Arnould, dernier des fils d’Oscar à avoir fait souche, il fut échevin de Tongres. La descendance d’Arnould n’a pas donné moins de quatre missionnaires : Adrien, vicaire général de l’archevêché de Kinshasa ; Elisabeth, dame de l’Assomption au Brésil ; Agnès, religieuse hospitalière du Sacré-Cœur au Venezuela et Arnould, Père Blanc au Rwanda, puis au Brésil et au Kenya et finalement en Tanzanie. Un de ses arrière-petits-fils le Chevalier Didrik fut président de l’association familiale de 2016 à 2022.

## Personnalités
- Erard de Schaetzen (1904-1997), juriste, notaire et homme politique belge ;
- François de Schaetzen (1875-1956), homme politique belge ;
- Georges de Schaetzen (1887-1961), homme politique belge ;
- Louis de Schaetzen (1793-1880), homme politique belge ;
- Oscar de Schaetzen (1836-1907), banquier et homme politique belge